# Dulce Santucci
Dulce Santucci (Muzambinho, 21 dicembre 1921 – San Paolo, 11 aprile 1995) è stata un'autrice televisiva, sceneggiatrice e drammaturga brasiliana.

## Biografia
Di famiglia italiana, nacque nel Minas Gerais ma poco dopo si trasferì coi suoi parenti a San Paolo. Negli anni Quaranta si cimentò nei radiodrammi.
Fu autrice della prima telenovela brasiliana, 2-5499 ocupado, trasmessa nel 1963 da TV Excelsior e interpretata da Tarcisio Meira e Glória Menezes.  Si trattava tuttavia dell'adattamento televisivo di una produzione radiofonica argentina, 0597 Da Ocupado.
Firmò poi sceneggiature per TV Tupi e Rede Record. Concluse la sua attività per il piccolo schermo con Uma Esperança no Ar, telenovela prodotta da SBT nel 1985.
Scrisse anche soggetto e sceneggiatura di un film, Joelma, 23º Andar.

## Filmografia

### Televisione
- 2-5499 ocupado (1963) TV Excelsior
- Aqueles que dizem amar-se (1963) TV Excelsior
- As Solteiras (1964) TV Excelsior
- O Caminho das Estrelas (1965) TV Excelsior
- A Pequena Karen (1966) TV Excelsior
- Abnegação (1966/67) TV Excelsior
- Sozinho no Mundo (1968) TV Tupi
- Algemas de Ouro (1969/1970) TV Record
- Seu Único Pecado (1969) TV Record
- Tilim (1970) TV Record
- Os Fidalgos da Casa Mourisca (1972) TV Record
- Uma Esperança no Ar (1985) SBT

### Cinema
- Joelma, 23º Andar (1979)